# Herb gminy Radziemice
Herb gminy Radziemice – jeden z symboli gminy Radziemice, ustanowiony 29 września 2003.

## Wygląd i symbolika
Herb przedstawia na tarczy koloru zielonego cztery srebrne krzyże ułożone w krzyż, a między nimi dwie złote skrzyżowane kosy z srebrnymi ostrzami. Kolor zielony przypomina o tradycjach ruchu ludowego na terenie gminy, kosy do udziału mieszkańców w insurekcji kościuszkowskiej, a cztery krzyże do czterech średniowiecznych parafii gminy: Łętkowice, Radziemice, Wrocimowice i Zielenice.